# 東郷文弥節人形浄瑠璃
東郷文弥節人形浄瑠璃（とうごうぶんやぶしにんぎょうじょうるり）は、鹿児島県薩摩川内市東郷町斧渕に江戸時代前期頃より伝わる人形浄瑠璃である。国指定重要無形民俗文化財。保護団体は東郷文弥節人形浄瑠璃保存会。地元では「あやつい人形」、「人形おどい」、「斧淵の人形踊り」とも呼称される。
文楽とは異なり、女人形は2人・男人形は1人で操ることから、操り手も同時に踊る必要があるという特徴をもつ。浄瑠璃の中でも古浄瑠璃に分類され、日本国内でも4か所でのみ伝承されているものの1つとされる。

## 構成
語り太夫と三味線、太鼓、拍子木がおり、人形遣いは男人形を一人、女人形は二人で操る形式となっている。
古くは「源氏烏帽子折」、「鞍馬下りの段」、「門出八島」、「出世景清」などが演じられていたが、現在では｢源氏烏帽子折 初段 卒塔婆引き｣、「源氏烏帽子折 二段目 常盤御前雪の段」、｢源氏烏帽子折 三段目 鞍馬くだりの段｣が演じられている。

## 歴史

### 伝来と江戸時代
「東郷町郷土史」によれば元禄元年（1698年）の参勤交代の際に東郷の武士が江戸より文弥節の師匠を連れ帰り東郷に人形浄瑠璃を広めたとされている。この人形浄瑠璃が斧淵で広まったものが東郷文弥節人形浄瑠璃となった。
ただし、文弥節の由来については前述の元禄元年（1698年）説の他に、寛永10年（1670年）に上方から伝来した説、南瀬村（現在の東郷町南瀬）から伝来したという説がある。南瀬村からの伝来について上村・野中（2014）では「斧渕で人形浄瑠璃が断絶かけた際に南瀬からの刺激によって復活したことを物語るものと位置付けてよいではないだろうか」として伝来の説ではなく断絶しかけた時に復活したときの話であろうとしている。
江戸時代には世襲制であり斧淵三ヶ郷と呼ばれる城内・谷之口・小路の3集落の若衆の間で伝承され、神社への奉納や結婚式、集落の行事などでよく演じられた。

### 断絶と再興
明治時代になると人々の浄瑠璃に対する関心が薄れ、暫く演じられていなかったが、1936年（昭和11年）に藤川天神の宮司であった川添栄太郎によって一時的に復活した。しかし、第二次世界大戦の開戦と共に中断された。
終戦後の1949年（昭和24年）頃には東郷町人形浄瑠璃振興会が結成され、再び演じられるようになったが、1952年（昭和27年）に東郷町の町制施行記念芸能大会で上演されたのを最後に振興会は解散した。これにより、またも演じられなくなった。

### 保存会の結成と復活
1966年（昭和41年）になり、再び東郷町教育委員会を中心に東郷文弥節人形浄瑠璃保存会が結成され、1967年（昭和42年）の明治百年記念事業の一つとして上演されたのをきっかけに以後演じられるようになった。1971年（昭和46年）に東郷町の指定文化財となり、1973年（昭和48年）には日本放送協会（NHK）の番組で人形浄瑠璃が放映された。1980年（昭和55年）には文化庁により「記録作成等の措置を講ずべき無形の民俗文化財」（選択無形民俗文化財）に選択された。
1992年（平成4年）の一橋大学の秋谷治や早稲田大学の内山美樹子・和田修の調査によれば初代竹本義太夫が語った義太夫節よりも前の浄瑠璃を指す古浄瑠璃であることが判明している。「東郷町郷土史 続編」（2003）によれば古浄瑠璃は現在では新潟県佐渡島（佐渡の人形芝居）や石川県白山市尾口地域（尾口のでくまわし）、宮崎県都城市山之口町（山之口の文弥人形）と薩摩川内市東郷町斧渕（東郷文弥節人形浄瑠璃）の4か所だけに伝わっているとされる形式の浄瑠璃である。
2004年（平成16年）に鹿児島県の無形民俗文化財に指定され、2008年（平成20年）3月13日には国の重要無形民俗文化財に指定された。国指定文化財等データベースの解説文には以下のように記されている。

日本の伝統的な人形芝居は、義太夫節【ぎだゆうぶし】を伴奏にした三人遣いの人形によるものが多い。そのなかで東郷文弥節人形浄瑠璃は、義太夫節より古い文弥節を伴奏に、三人遣い以前の一人または二人遣いによる人形芝居であり、芸能の変遷過程や地域的特色を示し重要である。

後継者不足の解消のため、東郷町や保存会では「子供人形浄瑠璃」を創設したほか、東郷文弥節人形浄瑠璃後援会も組織され、斧渕にある義務教育学校である薩摩川内市立東郷学園義務教育学校では文化財である東郷文弥節人形浄瑠璃の伝承活動を行うなど保存への取り組みが行われている。